# Agonostomus telfairii
Agonostomus telfairii е вид лъчеперка от семейство Mugilidae. Видът е незастрашен от изчезване.

## Разпространение
Разпространен е в Коморски острови, Мавриций, Мадагаскар, Майот и Реюнион.

## Описание
На дължина достигат до 75 cm.